# زينة طوقان
زينة زيد رشاد طوقان اقتصادية وسياسية أردنية من أصول فلسطينية تشغل منصب وزيرة التخطيط والتعاون الدولي في حكومة بشر الخصاونة منذ 27 تشرين الأول 2022. شغلت سابقا منصب الأمين العام لوزارة التخطيط والتعاون الدولي من كانون الثاني 2019 إلى آب 2020 ومنصب مدير التعاون الدولي في وزارة التخطيط والتعاون الدولي ومن 2017 إلى شهر آب 2020 شغلت منصب المحافظ المناوب للأردن في مجموعة البنك الدولي والبنك الأوروبي للإنشاء والتعمير والبنك الآسيوي للاستثمار في البنية التحتية والصندوق العربي للتنمية الاقتصادية والاجتماعية.